# Arne Raue
Arne Raue (* 18. August 1970 in Potsdam) ist ein deutscher Politiker (AfD; bis 2024: parteilos). Er zog als Gewinner des Bundestagswahlkreises Brandenburg an der Havel – Potsdam-Mittelmark I – Havelland III – Teltow-Fläming I in den 21. Deutschen Bundestag ein.

## Leben
Nach seinem Abitur wurde Raue Baufacharbeiter. Später schloss er ein Studium im Verwaltungsrecht als Diplom-Verwaltungswirt (FH) ab.
Raue arbeitete beim Landesrechnungshof Brandenburg, im Innenministerium Brandenburg und bei der Polizei des Landes Brandenburg.

### Politik
Von 2011 bis 2024 war er parteiloser Bürgermeister der Stadt Jüterbog. Mit seinem Parteieintritt 2024 war er der erste hauptamtliche AfD-Bürgermeister in Brandenburg.
Er war ehrenamtlicher Bürgermeister von Glindow, Stadtverordneter in Werder (Havel) und Mitglied im Kreistag Potsdam-Mittelmark.

### Privates
Zwei Jahre war er Vorsitzender des Handballverein Grün-Weiß Werder und fünf Jahre Vereinsvorsitzender des Vereins Jüterböckchen- kleine Hilfe für große Träume e.V.